# غيلبرت إميري
غيلبرت إميري (بالإنجليزية: Gilbert Emery)‏ هو كاتب مسرحي وكاتب سيناريو وممثل أمريكي، ولد في 11 يونيو 1875 في الولايات المتحدة، وتوفي في 28 أكتوبر 1945 بلوس أنجلوس في الولايات المتحدة.

## أعمال

### أفلام
- (1932) وداعا للسلاح
- (1934) بيت روتشيلد
- (1937) حياة إميل زولا
- (1941) السيدة هاملتون

## وصلات خارجية
- غيلبرت إميري على موقع IMDb (الإنجليزية)
- غيلبرت إميري على موقع روتن توميتوز (الإنجليزية)
- غيلبرت إميري على موقع أول موفي (الإنجليزية)
- غيلبرت إميري على موقع قاعدة بيانات برودواي على الإنترنت (الإنجليزية)
- غيلبرت إميري على موقع قاعدة بيانات الأفلام السويدية (السويدية)
- غيلبرت إميري على موقع قاعدة بيانات الفيلم (الإنجليزية)
- غيلبرت إميري على موقع كينوبويسك (الروسية)